# Álex Moreno
Pour les articles homonymes, voir Moreno.
Alexandre "Álex" Moreno, né le 8 juin 1993 à Sant Sadurní d'Anoia en Espagne, est un footballeur espagnol qui évolue au poste d'arrière gauche à Nottingham Forest, en prêt d'Aston Villa.

## Biographie

### Débuts professionnels
Né à Sant Sadurní d'Anoia en Espagne, Álex Moreno passe notamment par le centre de formation du FC Barcelone après avoir joué pour le FC Vilafranca (en).
Le 15 juillet 2014, Álex Moreno rejoint le Rayo Vallecano. Il découvre la Liga, l'élite du football espagnol, lors de son premier match pour le Rayo Vallecano, le 14 septembre 2014 contre l'Elche CF. Il entre en jeu à la place de Léo Baptistão lors de cette rencontre perdue par son équipe (2-3).
Le 11 septembre 2018, il prolonge son contrat jusqu'en juin 2021 avec le Rayo Vallecano.

### Bétis Séville
Le 21 août 2019, est annoncé l'arrivée d'Álex Moreno au Betis Séville. Le joueur signe un contrat courant jusqu'en juin 2024. Moreno retrouve ainsi la Liga, jouant son premier match pour le Bétis dans cette compétition le 15 septembre 2019 contre le Getafe CF (1-1).

### Aston Villa
Le 11 janvier 2023, durant le mercato hivernal, Álex Moreno rejoint l'Angleterre afin de s'engager en faveur d'Aston Villa,.
Moreno fait sa première apparition pour Aston Villa le 13 janvier 2023, lors d'une rencontre de Premier League contre Leeds United. Il entre en jeu à la place de Lucas Digne, sorti blessé, et son équipe l'emporte par deux buts à un,.

## Palmarès

### En club
- Betis Séville
  - Vainqueur de la Coupe d'Espagne en 2022.